# Willowbrook (DuPage County, Illinois)
Willowbrook é uma vila localizada no estado americano de Illinois, no Condado de DuPage.

## Demografia
Segundo o censo americano de 2000, a sua população era de 8967 habitantes.
Em 2006, foi estimada uma população de 8863, um decréscimo de 104 (-1.2%).

## Geografia
De acordo com o United States Census Bureau tem uma área de
6,8 km², dos quais 6,7 km² cobertos por terra e 0,1 km² cobertos por água.

## Localidades na vizinhança
O diagrama seguinte representa as localidades num raio de 4 km ao redor de Willowbrook.